# Rogue River (Oregón)
Rogue River es una ciudad ubicada en el condado de Jackson en el estado estadounidense de Oregón. En el año 2009 tenía una población de 2.090 habitantes y una densidad poblacional de 735.2 personas por km².

## Geografía
Rogue River se encuentra ubicada en las coordenadas 42°16′28″N 122°49′7″O / 42.27444, -122.81861.

## Demografía
Según la Oficina del Censo en 2000 los ingresos medios por hogar en la localidad eran de $23,419, y los ingresos medios por familia eran $34,583. Los hombres tenían unos ingresos medios de $32,115 frente a los $20,764 para las mujeres. La renta per cápita para la localidad era de $16,789. Alrededor del 13.1% de la población estaban por debajo del umbral de pobreza.